# HVC in het seizoen 1967/68
Het seizoen 1967/1968 was het 14e jaar in het bestaan van de Amersfoortse betaaldvoetbalclub HVC. De club kwam uit in de Nederlandse Eerste divisie en eindigde daarin op de 12e plaats. Tevens deed de club mee aan het toernooi om de KNVB Beker, hierin werd het team in de groepsfase uitgeschakeld.

## Wedstrijdstatistieken

### Eerste divisie
|       | AZ '67 | Blauw-Wit | FC Den Bosch '67 | SC Cambuur | D.F.C. | Eindhoven | Elinkwijk | Haarlem | Heracles | Holland Sport | RBC   | RCH   | SVV   | Velox | Vitesse | De Volewijckers | FC VVV | Willem II |
| ----- | ------ | --------- | ---------------- | ---------- | ------ | --------- | --------- | ------- | -------- | ------------- | ----- | ----- | ----- | ----- | ------- | --------------- | ------ | --------- |
| Thuis | 1 – 1  | 2 – 0     | 1 – 2            | 0 – 0      | 2 – 0  | 3 – 1     | 2 – 2     | 1 – 1   | 0 – 1    | 0 – 0         | 2 – 0 | 1 – 0 | 1 – 2 | 0 – 0 | 1 – 2   | 0 – 0           | 3 – 1  | 2 – 0     |
| Uit   | 0 – 0  | 1 – 0     | 1 – 1            | 0 – 1      | 4 – 0  | 4 – 1     | 1 – 2     | 1 – 1   | 3 – 1    | 3 – 3         | 1 – 1 | 2 – 0 | 1 – 4 | 0 – 0 | 1 – 4   | 3 – 0           | 1 – 5  | 4 – 1     |

### KNVB beker
| Groepsfase                                       | HVC                                                  | 1 – 1 (0 – 0) | Vitesse                 |
| 31 december 1967 Plaats: Amersfoort Birkhoven    | Hans van Empelen 51'                                 |               | 75' Franz-Peter Neumann |
| Groepsfase                                       | N.E.C.                                               | 3 – 0 (2 – 0) | HVC                     |
| 25 februari 1968 Plaats: Nijmegen Goffertstadion | Herbert Bönnen 5' Chris Geutjes 30' Gerard Weber 72' |               |                         |
| Groepsfase                                       | HVC                                                  | 1 – 1 (1 – 1) | Wageningen              |
| 24 maart 1968 Plaats: Amersfoort Birkhoven       | Mosje Temming –' (pen.)                              |               | 35' Ton van de Weerd    |

## Statistieken HVC 1967/1968

### Eindstand HVC in de Nederlandse Eerste divisie 1967 / 1968
| Stand | Gespeeld | Gewonnen | Gelijk | Verloren | Punten | Doelpunten voor | Doelpunten tegen |
| ----- | -------- | -------- | ------ | -------- | ------ | --------------- | ---------------- |
| 12e   | 36       | 12       | 13     | 11       | 37     | 47              | 44               |

### Topscorers
| #                 | Naam              | Goal |
| ----------------- | ----------------- | ---- |
| 1.                | Mosje Temming     | 14   |
| 1.                | Wim Wisse         | 14   |
| 3.                | Hans van Empelen  | 5    |
| 3.                | Bertie Harmse     | 5    |
| 5.                | Henk van Dijk     | 3    |
| 6.                | Ab Ruitenbeek     | 2    |
| 7.                | Leen van der Lugt | 1    |
| 7.                | Ruud Maas         | 1    |
| 7.                | Herman Veenendaal | 1    |
| Onbekend doelpunt |                   |      |
| –                 | Onbekend          | 1    |
| Totaal            | Totaal            | 47   |

| #      | Naam             | Goal |
| ------ | ---------------- | ---- |
| 1.     | Hans van Empelen | 1    |
| 1.     | Mosje Temming    | 1    |
| Totaal | Totaal           | 2    |